# Eudiplister jemensis
Eudiplister jemensis är en skalbaggsart som först beskrevs av Reichardt 1938.  Eudiplister jemensis ingår i släktet Eudiplister och familjen stumpbaggar. Inga underarter finns listade i Catalogue of Life.